# Barsutxi
Barsutxi (en rus: Барсучий) és un poble (un possiólok) de l'óblast de Saràtov, a Rússia, segons el cens del 2010 tenia 190 habitants. Pertany al districte municipal de Líssie Gori.